# Fortún Garcés
Fortún Garcés (bijnamen: El Monje, "de Monnik" of El Tuerto, "de Eénoog") was koning van Pamplona (882 - 905). Hij was de laatste koning van het Huis Iñiga.
Fortún Garcés was gevangene gemaakt door het emiraat Córdoba toen Mohammed I in 860 Pamplona was binnengevallen.
Tijdens zijn heerschappij leed Garcés onder verscheidene strafexpedities en de oprukkende kracht van de emirs van Córdoba en hun allianties, de Banu Qasi.
Voorheen kende Garcés echter goede relaties met de Banu Qasi, met Lope ibn Mohammed in het bijzonder, terwijl koning Alfons III van Asturië en de graaf van Pallars, vijanden van de Banu Qasi een staatsgreep pleegden en Sancho Garcés I, zoon van García Jiménez, op de troon plaatsten.
Volgens sommige bronnen stierf Fortún Garcés in het klooster van San Salvador de Leyre in 906. Vermoedelijk was hij in 845 getrouwd met Oria, een vrouw van onbekende afkomst, hun kinderen waren:
- Ínigo Fortúnez
- Aznar Fortún van Pamplona
- Blasco Fortún van Pamplona
- Lope Fortún van Pamplona
- Oneca Fortúnez, eerst getrouwd met Abd Allah ibn Mohammed, emir van Córdoba, en hertrouwd met haar neef Aznar Sanchez van Larraun, en werd de moeder van Toda Aznar en Sancha Aznar, die beiden koningin van Navarra zouden worden.